# Pixlr
Pixlr是一套基于雲端計算的图像工具和实用程式，其中包括图像编辑器、螢幕截圖的浏览器擴充功能和照片共享的功能。2008年始创于瑞典，提供簡單到高級的照片編輯。2011年7月19日，Autodesk收购了该套件。它可在个人电脑和Android、iPhone等智慧型手机上使用。
2018年该套件被买断式授权的微库存图片库123RF收购，并且新增了PC版应用。